# Oyster River (British Columbia)
Oyster River ist eine kleine unselbständige Gemeinde auf Vancouver Island in der kanadischen Provinz British Columbia. Sie liegt zwischen Campbell River (12 km nördlich) und Black Creek (3 km südlich). Mit den Nachbargemeinden ist sie durch den Highway 19A verbunden. Oyster River liegt an der Mündung des gleichnamigen Flusses in die Strait of Georgia. Die Gemeinde hat etwa 1.500 Einwohner; einige Gewerbetreibende haben sich hier angesiedelt.

## Lage
Oyster River ist nach dem Fluss benannt, der seine südliche Grenze zu Black Creek markiert, einer zum Comox Valley Regional District gehörenden Gemeinde. Drei nach Norden gehende Brücken queren den Fluss und markieren sowohl den Eingang nach Oyster River als auch den Ausgang aus dem Comox Valley Regional District. Zwischen der Nordgrenze von Oyster River und der Grenze von Campbell River liegt eine weitere unselbständige Gemeinde namens Stories Beach. Oyster River und Stories Beach bilden zusammen die Area D des Strathcona Regional District, ein von der Gebietskörperschaft Campbell River unabhängiges Gebiet, aber mit einer gelegentlichen Zusammenarbeit im Bereich der Grundversorgung der Bevölkerung.

## Wirtschaft
Kleine Campingplätze und Resorts dominieren die Wirtschaft der kleinen Gemeinde, von denen das Salmon Point Resort und das Pacific Playgrounds hervorzuheben sind. (Letzteres gehört formell zu Black Creek, aber es erstreckt sich zu beiden Ufern des Oyster River.) Das einzige größere Geschäft ist ein kleiner Supermarkt, Discovery Foods. Es ist im Eigentum dreier ortsansässiger Familien, die das Geschäft auch betreiben, und bietet vielen in Black Creek und Oyster River Ortsansässigen Teil- und Vollzeitbeschäftigung. Im selben Komplex wie Discovery Foods befinden sich auch ein Restaurant, ein Spirituosengeschäft und eine medizinische Einrichtung.

## Besonderheiten
Der Oyster River selbst ist während des ganzen Sommers ein beliebter Ort zum Baden und Angeln. Es gibt Auffahrten zum Highway 19 und zum Highway 19A. An der Mündung des Oyster River wie auch an der gesamten Seeseite der Gemeinde bietet sich jährlich das Schauspiel der Wanderung von Buckellachsen.

## Klima
In Oyster River herrscht ein sommerwarmes Mittelmeerklima; die Niederschlagsmengen im Juli und im August betragen jeweils weniger als 40 mm.
|                        | Jan   | Feb   | Mär   | Apr  | Mai  | Jun  | Jul  | Aug  | Sep  | Okt   | Nov   | Dez   |   |         |
| Mittl. Temperatur (°C) | 3,3   | 3,8   | 5,6   | 8,3  | 12,0 | 15,1 | 17,3 | 17,2 | 13,6 | 8,9   | 5,2   | 3,2   | ⌀ | 9,5     |
| Mittl. Tagesmax. (°C)  | 6,2   | 7,4   | 9,8   | 13,2 | 17,1 | 20,2 | 22,6 | 22,5 | 18,9 | 12,8  | 8,3   | 5,8   | ⌀ | 13,8    |
| Rekordmaximum (°C)     | 15,6  | 17,0  | 19,0  | 28,5 | 30,5 | 33,5 | 34,5 | 34,5 | 30,0 | 23,0  | 17,2  | 20,0  | ᐃ | 34,5    |
| Mittl. Tagesmin. (°C)  | 0,3   | 0,1   | 1,5   | 3,4  | 6,9  | 9,8  | 11,7 | 11,7 | 8,2  | 5,0   | 2,0   | 0,5   | ⌀ | 5,1     |
| Rekordminimum (°C)     | −16,7 | −13,0 | −8,0  | −3,3 | −2,5 | 1,7  | 4,4  | 3,9  | −1,1 | −6,0  | −15,0 | −16,1 | ᐁ | −16,7   |
|                        |       |       |       |      |      |      |      |      |      |       |       |       |   |         |
| Niederschlag (mm)      | 196,9 | 151,9 | 143,9 | 87,2 | 64,6 | 54,7 | 36,4 | 39,0 | 48,9 | 153,8 | 232,6 | 224,5 | Σ | 1.434,4 |
|                        |       |       |       |      |      |      |      |      |      |       |       |       |   |         |
| Regentage (d)          | 19,5  | 15,9  | 18,5  | 15,8 | 14,3 | 12,9 | 9,0  | 8,6  | 9,1  | 18,0  | 20,0  | 18,9  | Σ | 180,5   |

| 0,3 |

| 0,1 |

| 1,5 |

| 3,4 |

| 6,9 |

| 9,8 |

| 11,7 |

| 11,7 |

| 8,2 |

| 5,0 |

| 2,0 |

| 0,5 |

| 0,3 |

| 0,1 |

| 1,5 |

| 3,4 |

| 6,9 |

| 9,8 |

| 11,7 |

| 11,7 |

| 8,2 |

| 5,0 |

| 2,0 |

| 0,5 |